# Pemberville
Pemberville ist ein Village am Ufer des Portage River im Wood County, Ohio, Vereinigte Staaten. Der Ort hatte bei der Volkszählung im Jahr 2000 insgesamt 1365 Einwohner, mehr als 95 % davon Weiße. Das Pro-Kopf-Einkommen betrug 20.248 Dollar.

## Geographie
Pemberville liegt an einer Biegung des Portage River im Nordosten von Ohio an der State Route 105. Die Gemeindefläche ist 2,9 km² groß, die Umgebung der Siedlung besteht überwiegend aus landwirtschaftlich genutzter Fläche mit einigen verstreuten Waldstücken. Die nächste größere Stadt ist Toledo im Norden (ca. 20 km Luftlinie), kleinere Nachbarstädte sind Bowling Green im Westen und Fremont im Osten. Der Eriesee im Nordosten ist etwa 40 km entfernt. Die nächste überregionale Verkehrsverbindung ist der Ohio Turnpike (Interstate 80/90) zwischen Cleveland und Toledo in etwa 15 km Entfernung.
In Pemberville haben sich Industriebetriebe und kleine Gewerbebetriebe angesiedelt, die Wirtschaft ist dennoch weiterhin von der Landwirtschaft bestimmt. Die Gemeinde besitzt mehrere Schulen, Kirchen und eine Bibliothek.

## Geschichte
Die früher dicht bewaldete Umgebung von Pemberville war ursprünglich von Irokesen, Wyandotte und Ottawa bewohnt. Der nahegelegene Portage River war eine wichtige Wasserstraße für die Ureinwohner. Die Indianer wurden nach der Schlacht von Fallen Timbers nach Westen zurückgedrängt, und das Gebiet um die Südwestspitze des Eriesees wurde allmählich von weißen Siedlern beansprucht. Die ersten Weißen im Gebiet vom Pemberville waren jedoch keine Siedler, sondern Soldaten: Im Britisch-Amerikanischen Krieg kampierte General William Henry Harrison 1813 im heutigen William Henry Harrison Park etwa einen Kilometer südlich von Pemberville.
1854 fand die erste Landvermessung im Gebiet von Pemberville statt. Der erste Siedler in dem vermessenen Gebiet war Asahel Harman Powers, der sich 1833 dort niederließ. Im Jahr 1834 folgte ihm Benjamin Waite, der seine Hütte im Gebiet des heutigen Ortes errichtete. Schon im nächsten Jahr erwarb James Pember das Grundstück Waites sowie zwei dort von anderen gebaute Sägemühlen und errichtete eine weitere Sägemühle sowie eine Kornmühle am Ufer des Portage River. Auf sein Geheiß wurde das Ortsgebiet 1854 vermessen, und er baute an dem ihm am günstigsten erscheinenden Standort das erste Haus des nach ihm benannten Ortes. Die offizielle Gründung der Gemeinde Pemberville erfolgte am 20. Dezember 1876.
1875 wurde die Columbus, Hocking Valley and Toledo Railroad gebaut, die dicht am Ort vorbeiführt, und 1891 eine nahe gelegene Teilstrecke der Ohio Central Railway, die später im Netz der New York Central Railroad aufging.

## Partnerstädte
- Rödinghausen, Nordrhein-Westfalen